# بی‌دندان‌پرندگان
بی‌دندان‌پرندگان (نام علمی: Pteranodontidae) نام یک تیره از زیرراسته بال‌انگشتی‌سانان است.